# Maud Chirio
Maud Chirio, née le 22 novembre 1980, est une historienne française, spécialiste de l'histoire du Brésil contemporain.

## Biographie
Maud Chirio naît le 22 novembre 1980.
Reçue première à l'École normale supérieure (section B/L) en 1999, agrégée d'histoire en 2002, elle soutient en 2009 à l'Université Panthéon-Sorbonne sous la direction d'Annick Lempérière sa thèse de doctorat intitulée La politique des militaires : mobilisations et révoltes d'officiers sous la dictature brésilienne (1961-1978), dont elle a publié plusieurs versions remarquées en français, en portugais et en anglais.
Nommée maîtresse de conférences à l'Université Paris-Est-Marne-la-Vallée, auteure de nombreux articles scientifiques, elle est régulièrement invitée dans les médias pour commenter l'histoire et l'actualité politique brésilienne, comme la campagne électorale de 2018 au Brésil et l'arrivée au pouvoir de Jair Bolsonaro, la place de l'extrême-droite sur l'échiquier politique brésilien, la situation judiciaire de l'ancien président Lula ou encore la gestion de la crise sanitaire par le pouvoir brésilien.

## Engagements
Membre fondatrice du Réseau européen pour la démocratie au Brésil, créé en janvier 2019 « par des intellectuels et des artistes européens et brésiliens » après l'élection de Jair Bolsonaro pour « alerter, décrypter, sensibiliser l'opinion internationale » « sur la montée en puissance de l’extrême-droite et les atteintes répétées aux droits humains » au Brésil, elle a participé aux comités de soutien pour la libération de l'ancien président Lula et a publié en 2022 un recueil de plusieurs dizaines de lettres qui ont été adressées à ce dernier au cours de sa détention.

## Publications
- (dir), Mon cher Lula : Lettres à un président en détention, Anamosa, 2022, 240 p. (ISBN 979-10-95772-89-7, lire en ligne)
- Politics in Uniform : Military Officers and Dictatorship in Brazil, 1960-80, University of Pittsburgh Press, 2018, 280 p. (ISBN 9780822965374, lire en ligne)
- La politique en uniforme : L’expérience brésilienne, 1960-1980, Presses universitaires de Rennes, coll. « Des Amériques », 2016, 248 p. (ISBN 9782753549548, lire en ligne)
- avec Mathilde Larrère, Félix Chartreux, Vincent Lemire et Eugénia Paleraki (dir.), Révolutions : Quand les peuples font l'histoire, Belin, coll. « Histoire », 2013 (ISBN 978-2-7011-6275-1, lire en ligne)
- A política nos quartéis : Revoltas e protestos de oficiais na ditadura militar brasileira, Zahar, 2012, 264 p. (ISBN 978-85-378-0779-8, lire en ligne)